# BMC 235-16P
BMC 235-16P — турецький армійський вантажний автомобіль з колісною формулою 4х4.

## Історія
В 2008 турецьке Міністерство Оборони заявило про закупівлю у наступні роки 2000 вантажівок 4x4 та 6х6 для використання в тактичних цілях та протимінним захистом. Перші вантажівки цього заказу пішли в війська в 2009. На даний час армія має 500 таких машин. Крім того, ці моделі дуже активно експортуються.
Позначення моделі стандартне — перші цифри це потужність двигуна (235 к.с.), останні — маса вантажівки (16 тонн).

## Конструкція
Ця військова вантажівка має стандартну конструкцію з кабіною (водій та два пасажири) над двигуном. Може перевозити 5000 кг по бездоріжжю та 8550 — по дорозі з твердим покриттям. Має причепну систему по стандартам НАТО, що дозволяє буксирувати причепи та артилерійські системи вагою до 5000 кг.
Встановлено двигун Cummins B235 20 на 5,9 літрів, потужністю 235 к.с. Виготовляється в Туреччині за ліцензією.

## Модифікації
- BMC 215-13. Праворульна вантажівка з менш потужним двигуном Cummins B215 потужністю 215 к.с. Максимальна завантаження 6400 кг;
- BMC 380-26P. Вантажівка з конфігурацією 6х6. Двигун 380 к.с., завантаження 10000 кг по бездоріжжю та 15500 — по дорозі з твердим покриттям[2].
- BMC Kipri. Машина з протимінним захистом.

## Експлуатанти
- Азербайджан
- Боснія та Герцеговина
- Грузія
- Киргизстан
- Македонія